# Лозан (Шпишич-Буковиця)
Лозан (хорв. Lozan) — населений пункт у Хорватії, у Вировитицько-Подравській жупанії у складі громади Шпишич-Буковиця.

## Населення
Населення за даними перепису 2011 року становило 440 осіб.
Динаміка чисельності населення поселення:

## Клімат
Середня річна температура становить 11,58 °C, середня максимальна – 26,02 °C, а середня мінімальна – -5,36 °C. Середня річна кількість опадів – 786 мм.
| Клімат поселення                              | Клімат поселення | Клімат поселення | Клімат поселення | Клімат поселення | Клімат поселення | Клімат поселення | Клімат поселення | Клімат поселення | Клімат поселення | Клімат поселення | Клімат поселення | Клімат поселення | Клімат поселення |
| Показник                                      | Січ.             | Лют.             | Бер.             | Квіт.            | Трав.            | Черв.            | Лип.             | Серп.            | Вер.             | Жовт.            | Лист.            | Груд.            |                  |
| Середній максимум, °C                         | 5,68             | 7,92             | 12,68            | 17,21            | 22,46            | 26,02            | 25,87            | 25,56            | 20,53            | 15,63            | 10,09            | 4,90             |                  |
| Середня температура, °C                       | 0,17             | 2,41             | 7,20             | 11,69            | 16,94            | 20,49            | 22,11            | 21,83            | 16,80            | 11,88            | 6,36             | 1,14             |                  |
| Середній мінімум, °C                          | −5,36            | −3,1             | 1,66             | 6,19             | 11,43            | 14,98            | 18,36            | 18,07            | 13,04            | 8,12             | 2,62             | −2,58            |                  |
| Норма опадів, мм                              | 46               | 41               | 49               | 63               | 75               | 91               | 76               | 79               | 68               | 65               | 76               | 57               |                  |
| Середньомісячна швидкість вітру, м/с          | 2.20             | 2.50             | 2.82             | 2.70             | 2.40             | 2.20             | 2.20             | 2.00             | 2.00             | 2.10             | 2.20             | 2.24             |                  |
| Середньомісячна сонячна радіація, кДж/м²·день | 4082             | 6858             | 10727            | 15188            | 19322            | 21231            | 22052            | 19651            | 14462            | 8985             | 4631             | 3367             |                  |
| --------------------------------------------- | ---------------- | ---------------- | ---------------- | ---------------- | ---------------- | ---------------- | ---------------- | ---------------- | ---------------- | ---------------- | ---------------- | ---------------- | ---------------- |
| Джерело:                                      |                  |                  |                  |                  |                  |                  |                  |                  |                  |                  |                  |                  |                  |